# The Nights
The Nights è un brano musicale del disc jockey e produttore musicale svedese Avicii, pubblicato il 1º dicembre 2014 come secondo singolo che anticipa il suo secondo album in studio Stories. Il brano vede la partecipazione vocale del cantante statunitense Nicholas Furlong ed è stato pubblicato sotto la Universal Island.

## Descrizione
Nicholas Furlong, ispirato da suo padre, iniziò a scrivere il testo della canzone in suo onore. Egli ha dichiarato in un'intervista: 
 Come i suoi precedenti grandi successi Wake Me Up e Hey Brother, The Nights è un pezzo progressive house contenente alcuni elementi di folk rock e disco; il brano è stato registrato nei Fox Studios, a Los Angeles.

## Video musicale
Il videoclip del brano è stato pubblicato il 15 dicembre 2014 su YouTube. Il video è stato prodotto, diretto e interpretato da Rory Kramer: la clip mostra una compilation dei momenti e ricordi più belli nel corso della sua vita, in particolare lo si vede mentre surfa, sale sulle montagne russe, fa snowboard, skateboard o sci nautico, da solo, insieme agli amici o in famiglia. Il significato del video sottintende che, anche a costo di apparire pazzi, bisogna vivere la propria vita allegramente e liberamente. Il videoclip a giugno 2023 supera le 900.000.000 visualizzazioni su Youtube.

## Classifiche

### Classifiche settimanali
| Classifica (2014-22) | Posizione massima |
| -------------------- | ----------------- |
| Australia            | 9                 |
| Austria              | 6                 |
| Belgio               | 14                |
| Corea del Sud        | 196               |
| Finlandia            | 6                 |
| Germania             | 19                |
| Giappone             | 5                 |
| Irlanda              | 7                 |
| Italia               | 19                |
| Libano               | 18                |
| Norvegia             | 3                 |
| Nuova Zelanda        | 12                |
| Paesi Bassi          | 19                |
| Panama               | 144               |
| Polonia              | 9                 |
| Regno Unito          | 1                 |
| Repubblica Ceca      | 9                 |
| Slovacchia           | 10                |
| Stati Uniti          | 3                 |
| Svezia               | 2                 |

### Classifiche di fine anno
| Classifica (2021) | Posizione |
| ----------------- | --------- |
| Portogallo        | 150       |